# Ксенофонт (Клюкин)

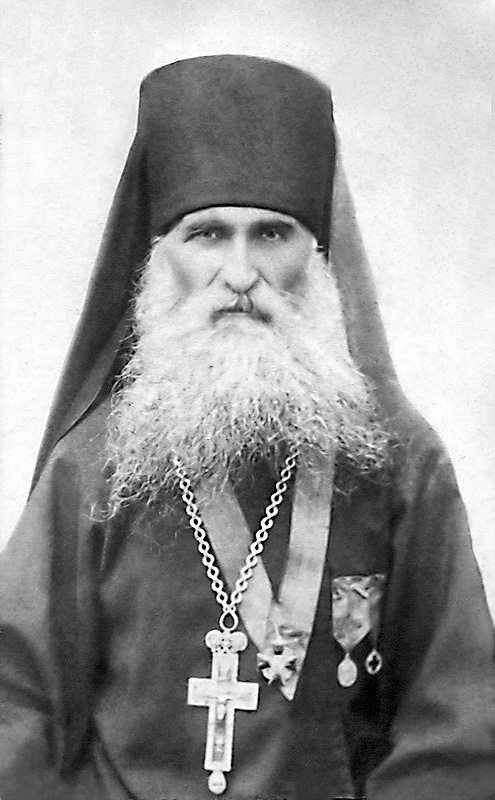

Схиархимандри́т Ксенофо́нт (в миру Васи́лий Ива́нович Клюкин; 1845 — 30 августа (12 сентября) 1914) — архимандрит Русской православной церкви, настоятель Оптиной пустыни

## Биография
В 1869 году определён в число братии Оптиной пустыни, нёс послушание при рухлядной.
В 1871 году пострижен в рясофор, в 1876 году пострижен в мантию. В 1884 году рукоположён в сан иеродиакона. В 1890 году рукоположён в иеромонаха; в этом же году он был избран казначеем.
В 1899 году иеромонах Ксенофонт был утверждён в должности настоятеля Оптиной пустыни с возведением в сан игумена. В 1900 году назначен благочинным монастырей Калужской епархии.
В 1904 году возведён в сан архимандрита.
Из воспоминаний паломников видно, что он был строгим подвижником, монахом святой жизни. Был  нестяжателен, щедро жертвовал нуждающимся.
Вениамин (Федченков), посещавшего Оптину в бытность свою архмандритом, ректором Тверской Духовной Семинарии, вспоминал: «Вместе с этими монахами мне вспомнился и отец игумен монастыря. Я теперь забыл его святое имя — может быть, его звали Ксенофонт. Это был уже седовласый старец с тонкими худыми чертами бледного лица. Лет около 70. Мое внимание обратила особая строгость его лица, даже почти суровость. А когда он выходил из храма боковыми южными дверями, то к нему с разных сторон потянулись богомольцы, особенно — женщины. Но он шёл поспешно вперед, в свой настоятельский дом, почти не оглядываясь на подходивших и быстро их благословляя. Я не посмел осудить его: слишком серьезно было лицо его. Наоборот, я наполнился неким благоговейным почтением к нему. Этот опытный инок знал, как с кем обращаться. И вспоминается мне изречение святого Макария Великого, что у Господа есть разные святые: один приходит к Нему с радостью; другой — в суровости; и обоих Бог приемлет с любовью».
Имел много наград, в том числе наперсный крест от Святейшего Синода.
Скончался 30 августа (12 сентября) 1914 года. Погребён в левом приделе Казанского собора монастыря.